# Eighty Eight
Eighty Eight est une communauté non incorporée du comté de Barren, dans l'État du Kentucky, États-Unis. 

## Commerces
Le seul magasin ouvert dans cette petite ville éparse est l'ancienne épicerie des frères Richardson. Fermée à la fin des années 1980, elle a été rachetée et restaurée en 2005 sous le nom "Eighty Eight General Store".

## Célébration
Le 8 août 1988 (08/08/88), un grand nombre d'américains se sont retrouvés à Eighty Eight pour célébrer le nombre 8. Cet évènement suffisamment notable fut diffusé à la télévision nationale. La célébration du 8 août 2008 (08/08/08) fut en revanche un échec relatif éclipsé par la diffusion de la cérémonie d'ouverture des Jeux olympiques d'été de 2008.

## Origine du nom
Selon une explication, la ville serait nommée en 1860 par Dabnie Nunnally, premier maître de poste de la communauté. N'ayant que peu de foi en sa propre écriture, il aurait estimé que des nombres permettraient de résoudre le problème. En comptant les pièces dans sa poche, il serait arrivé à 88 cents.
Le bureau de poste historique a été conservé et est maintenant ouvert au public, mais l'indicatif (42180) n'est plus actif depuis 1984.
Selon une autre explication, la ville serait située à 8,8 miles de Glasgow (Kentucky).